# Soliperla sierra
Soliperla sierra is een steenvlieg uit de familie Peltoperlidae. De wetenschappelijke naam van de soort is voor het eerst geldig gepubliceerd in 1983 door Stark.
De soort komt voor in de Verenigde Staten.